# Psicosa
La D-psicosa (D-ribo-2-hexulosa, C₆H₁₂O₆) és un sucre monosacàrid de ultrabaixa energia. És un epímer C-3 de la D-fructosa, i és present en petites quantitats en productes agrícoles i en preparats comercials de complexos de carbohidrats. És un sucre rar perquè rarament es troba a la natura i quan es troba és en petites quantitats. El seu nom deriva de l'antibiòtic psicofuranina, del qual pot ser aïllat. La recerca se centra en el seu ús en dietes per combatre la hiperglucèmia, la hiperlipidèmia, i l'obesitat.